# São Sebastião do Passé
São Sebastião do Passé is een gemeente in de Braziliaanse deelstaat Bahia. De gemeente telt 41.758 inwoners (schatting 2009).

## Aangrenzende gemeenten
De gemeente grenst aan Amélia Rodrigues, Candeias, Catu, Dias d'Ávila, Mata de São João, Pojuca, Santo Amaro en Terra Nova.